# دومينو (فلم)
دومينو (بالإنجليزية: Domino) هو فيلم حركة تم إنتاجه في فرنسا والولايات المتحدة وصدر في سنة 2005. الفيلم من إخراج توني سكوت من بطولة كيرا نايتلي وميكي رورك وإدغار راميرز وجاكلين بيسيه ومونيك.

## الميزانية والإيرادات
بلغت تكلفة إنتاج الفيلم حوالي 50 مليون دولار بينما حقق إيرادات تقدر بـ 22,944,502 دولار.

## وصلات خارجية
- مقالات تستعمل روابط فنية بلا صلة مع ويكي بيانات